# 7710 Ishibashi
7710 Ishibashi (1994 WT2) là một tiểu hành tinh nằm phía ngoài của vành đai chính được phát hiện ngày 30 tháng 11 năm 1994 bởi T. Kobayashi ở Oizumi.